# Sega
Сега је јапанска компанија која се бави производњом видео-игара и играчког хардвера, основана 1960. Седиште фирме налази се у Шинагави, близу Токија у Јапану, док се европско седиште компаније налази у Лондону.